# Archibald Kennedy, 1. Marquess of Ailsa

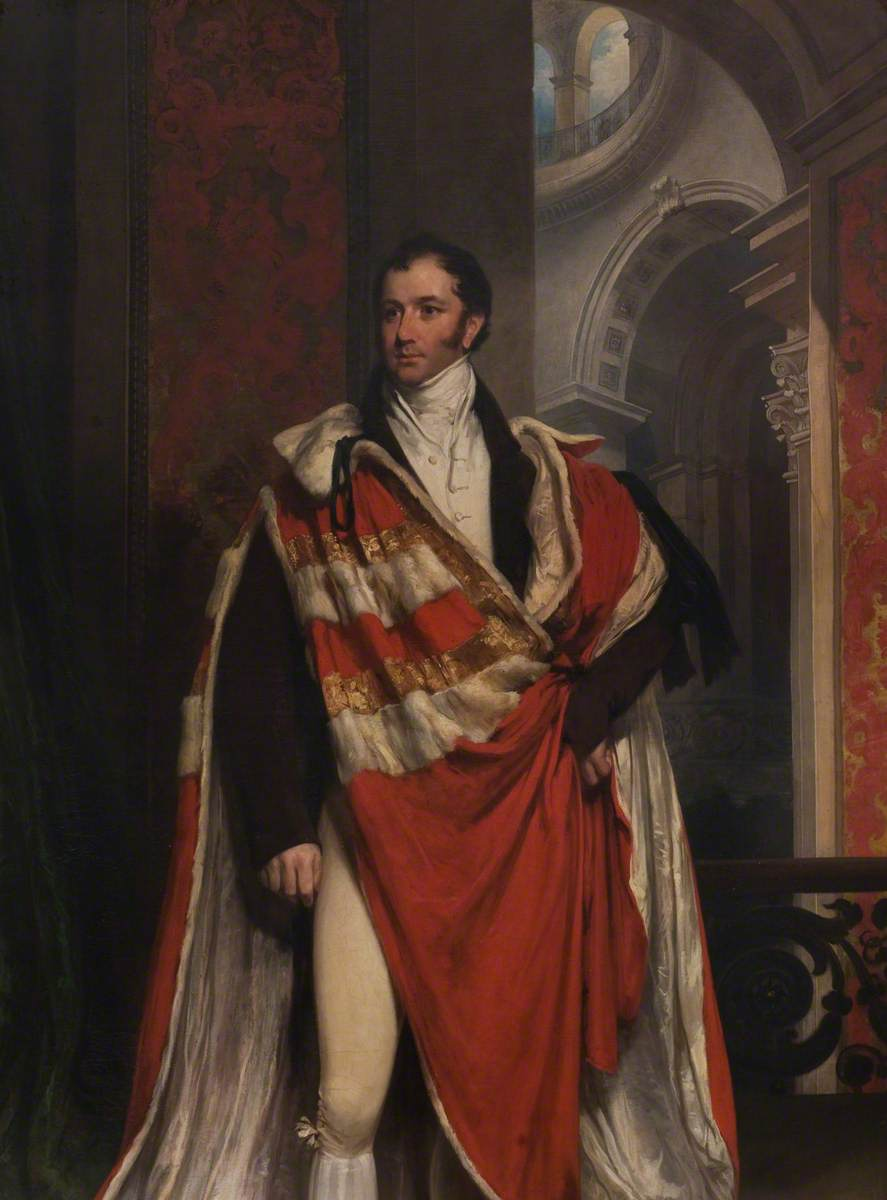
Archibald Kennedy, 12. Earl of Cassilis, 1816

Wappen des Archibald Kennedy, 1. Marquess of Ailsa

Archibald Kennedy, 1. Marquess of Ailsa KT FRS (* Februar 1770; † 8. September 1846) war ein britischer Peer und Politiker.

## Leben
Er war der älteste von drei Söhnen des Archibald Kennedy, 11. Earl of Cassilis († 1794), aus dessen zweiter Ehe mit Anne Watts († 1793). Als Heir apparent seines Vaters führte er ab 1792 den Höflichkeitstitel Lord Kennedy. Im Dezember 1794 erbte er beim Tod seines Vaters dessen schottische Adelstitel als 12. Earl of Cassilis, 14. Lord Kennedy und 7. Baronet, of Culzean. Im Juni 1796 wurde er als schottischer Representative Peer ins britische House of Lords gewählt und hatte dieses Mandat bis Oktober 1806 inne. Am 12. November 1806 wurde ihm der britische Titel Baron Ailsa, of Ailsa in the County of Ayr, verliehen, wodurch er unmittelbar einen Sitz im House of Lords erhielt. 1819 wurde er als Fellow in die Royal Society aufgenommen und am 17. Juli 1821 zum Knight Companion des Distelordens geschlagen. Am 10. September 1831 wurde er zum Marquess of Ailsa, of the Isle of Ailsa in the County of Ayr, erhoben. Im Parlament stimmte er gewöhnlich mit den liberalen Whigs.
Er hielt Rennpferde, von denen einige 1801 und 1802 Rennen gewannen. Zusammen mit dreizehn Anderen gründete er den jährlichen Ayr Gold Cup.
Am 1. Juni 1793 hatte er Margaret Erskine (um 1772–1848), Erbtochter des John Erskine, Gutsherr von Dun in Angus, geheiratet. Mit ihr hatte er zwei Söhne und vier Töchter:
- Archibald Kennedy, Earl of Cassilis (1794–1832), MP, ⚭ 1814 Eleanor Allardyce (um 1796–1832);
- Lord John Kennedy-Erskine (1802–1831), Gutsherr von Dun, ⚭ 1827 Lady Augusta FitzClarence (1803–1865), illegitime Tochter König Wilhelms IV.;
- Lady Anne Kenendy (1797–1877), ⚭ 1821 Sir David Baird, 2. Baronet (1795–1852);
- Lady Mary Kennedy (1790–1886), ⚭ 1833 Richard Oswald († 1834), Gutsherr von Auchincruive;
- Lady Margaret Kennedy (1800–1889), ⚭ 1817 Thomas Radclyffe-Livingstone-Eyre (1790–1833);
- Lady Alice Jane Kennedy (1805–1887), ⚭ 1824 Jonathan Peel (1799–1879), Lieutenant-General der British Army, MP, Kriegsminister.

Da er seinen ältesten Sohn Archibald überlebte, erbte dessen ältester Sohn Archibald Kennedy (1816–1870) 1846 seine Titel als 2. Marquess of Ailsa.